# Ineu (Bihor)

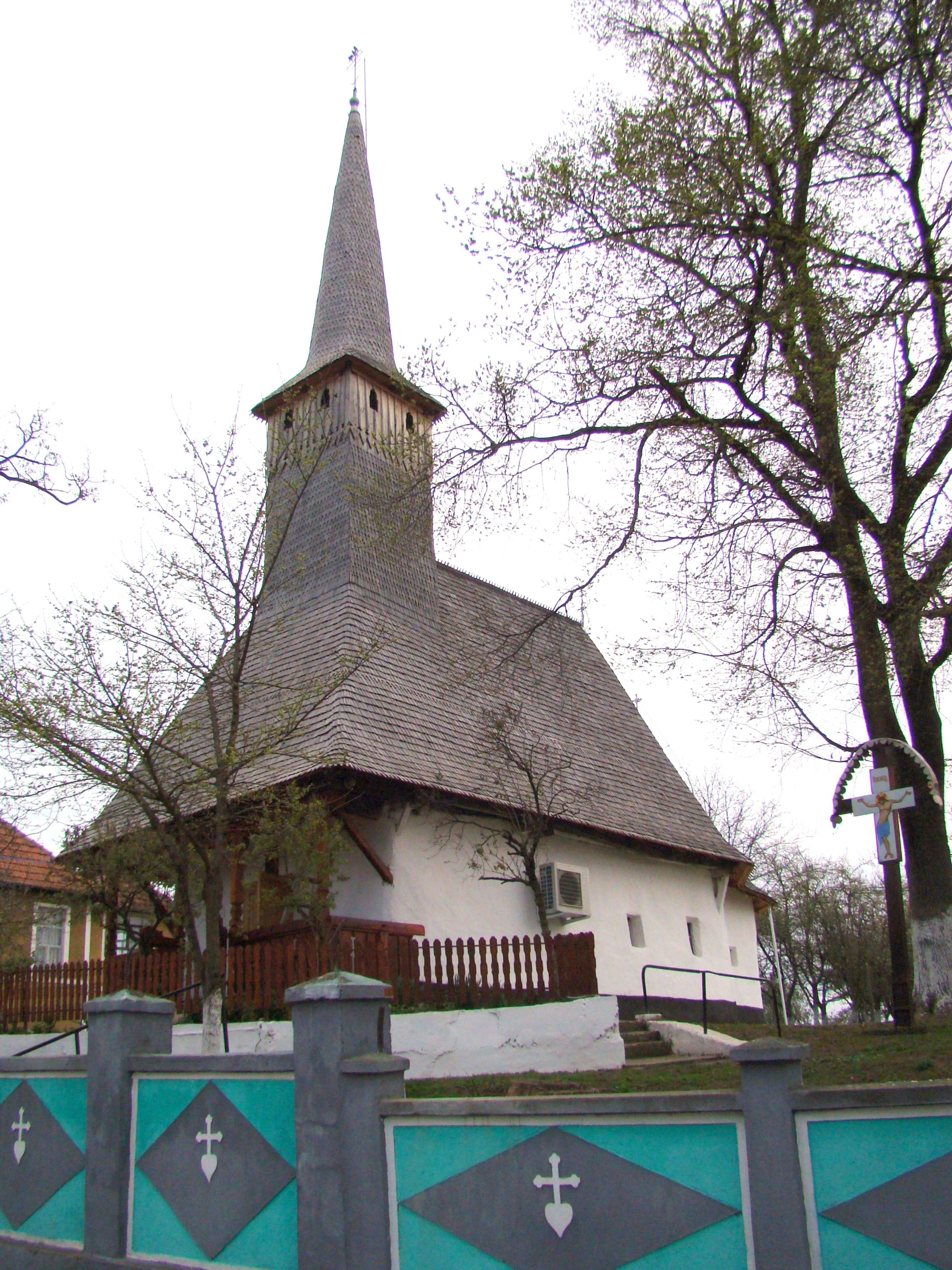
Holzkirche im Dorf Botean

Ineu (ungarisch Köröskisjenő) ist eine Gemeinde im Kreis Bihor in der Region Crișana in Rumänien. Ineu ist auch unter den ungarischen Bezeichnungen Kisjenő und Jenő bekannt und wurde erstmals 1212 urkundlich erwähnt.
Die Gemeinde besteht aus dem Gemeindezentrum Ineu, den Dörfern Botean und Husasău de Criș, und ist relativ nahe an der Stadt Oradea gelegen.

## Demografie
2021 betrug die Bevölkerung 4759 Einwohner.
Der größte Teil der Bevölkerung ist rumänisch, dazu kommen Minderheiten wie Roma, Ungarn und weitere.
Die größten Religionen sind in folgender Reihenfolge: freichristliche Pfingstkirche, orthodoxe, reformierte, Baptisten, Adventisten sowie weitere.

## Politik
Ineu wird vom Bürgermeister Dumitru Togor und einem Gemeinderat und 10 Mitglieder der Partei PSD und 5 der PNL, verwaltet.

## Persönlichkeiten
- Sándor Erdély (1839–1922), Politiker, Jurist und Justizminister